# روبرتو بولونتي
روبرتو بولونتي (بالإسبانية: Roberto Bolonti)‏ مواليد 2 مارس 1984 في بوينس آيرس، هو ملاكم محترف أرجنتيني يصنف ضمن فئة الوزن الثقيل.

## المسيرة الاحترافية
من نزالاته:
- خسر أمام داني غرين (19-08-2015).
- خسر أمام يورغن براهمر (07-06-2014).
- خسر أمام توني بيلو (02-04-2011).

## إحصائيات
خاض خلال مسيرته 44 نزالا، فاز في 37 ولم يتعادل وخسر في 6. فاز بالضربة القاضية في 25 نزالا.

## روابط خارجية
- روبرتو بولونتي على موقع بوكس ريك (الإنجليزية) (registration required)